# Yoshimi Watanabe
Pour les articles homonymes, voir Watanabe.
Yoshimi Watanabe (渡辺 喜美, Watanabe Yoshimi), né le 17 mars 1952 dans le bourg de Nishinasuno, qui fait alors partie du district de Nasu et aujourd'hui de la ville de Nasushiobara, dans la préfecture de Tochigi, est un homme politique japonais, président fondateur du petit mouvement Votre Parti et dissident du Parti libéral-démocrate. Il est élu à la Chambre des représentants du Japon pour le 3e district électoral de Tochigi depuis 1996, et fut ministre d'État des Cabinets Abe puis Fukuda, tout d'abord chargé des Réformes règlementaires du 28 décembre 2006 au 27 août 2007 puis des Services financiers et de la Réforme administrative du 27 août 2007 au 1er août 2008. 

## Formation et carrière professionnelle
Diplômé en droit de l'université Waseda, il est admis comme avocat au sein du barreau japonais en 1980. 
Issu d'une dynastie politique, il est le fils de Michio Watanabe (député et figure du PLD) et l'oncle de Michitarō Watanabe (membre de la Chambre des conseillers).
Michio Watanabe fut au sein du PLD le président de l'influent comité de Recherche politique de 1987 à 1989) des années 1970 au début des années 1990, et ainsi successivement ministre de la Santé et du Bien-être (1976-1977), ministre de l'Agriculture, des Forêts et de la Pêche (1978-1979), ministre des Finances (1980-1982), ministre du Commerce international et de l'Industrie (1985-1986) et enfin vice-Premier ministre ainsi que ministre des Affaires étrangères de Kiichi Miyazawa (1991-1993). 
Yoshimi Watanabe suit assez tôt les traces de son père puisque, dès 1986, il devient son secrétaire privé au ministère du Commerce international et de l'Industrie (MITI), puis le sera à nouveau, cette fois-ci au ministère des Affaires étrangères, de 1992 à 1993. À la suite du décès de son père, le 15 septembre 1995, Yoshimi Watanabe reprend le flambeau familial et lui succède comme député pour le 3e district électoral de Tochigi, à savoir le quart nord-est de la préfecture autour de la ville de Nasushiobara, à compter des élections de 1996. 

## Carrière politique

### Le «groupe des quatre chevaliers»
N'étant membre d'aucune faction interne au PLD, il fait toutefois partie, à partir de 2001, de ce que les médias et commentateurs politiques ont appelé la « Bande des quatre chevaliers » (四騎の会, Yonki-no-Kai) et qui comprend, outre Watanabe, trois autres jeunes députés de l'aile néo-libérale et réformatrice du PLD : Yasuhisa Shiozaki, Nobuteru Ishihara (fils du gouverneur de Tōkyō Shintarō Ishihara) et Takumi Nemoto. Ils sont, à eux quatre, les auteurs, en juin 2001, du « Plan total de revitalisation de l'économie japonaise » (日本経済起死回生トータルプラン, Nihon Keizai Kishi Kaisai Totaru Puran), dans lequel ils exposent leurs solutions aux problèmes économiques, budgétaires et financiers auxquels le Japon doit faire face après plus d'une décennie de crise,. Ces propositions (qui vont d'une réforme du système fiscal et financier à une dérèglementation et la limitation du poids de l'administration en passant par une libéralisation des échanges) vont dans le sens de la politique menée de 2001 à 2006 par Jun'ichiro Koizumi, dont ils seront de fervents supporters. Tous les quatre seront également des membres actifs, à partir de 2006, de la « Team Abe » (チーム安倍, Chīmu Abe), groupe de partisans formés autour de Shinzō Abe afin de permettre son élection à la présidence du parti après le retrait de Koizumi en septembre 2006.

### Membre du Cabinet
Il reste toutefois à l'écart du gouvernement ou de la direction du parti jusqu'en 2006. Il n'obtient ainsi son premier poste au sein du Cabinet du Japon que dans le Cabinet Abe le 28 décembre 2006, en remplacement de Gen'ichirō Sata (qui a dû démissionner à la suite d'un scandale financier le concernant) au poste de ministre d'État chargé de la Réforme règlementaire. Après le remaniement du 27 août 2007, il est chargé des Services financiers et de la Réforme administrative, poste auquel il est reconduit par Yasuo Fukuda le 25 septembre 2007 et qu'il conserve donc jusqu'au 1er août 2008.
De plus en plus en désaccord avec la direction du PLD (notamment après l'élection à sa tête de Tarō Asō), lui reprochant de ne pas assez lutter contre le poids de la bureaucratie, il décide finalement de quitter ce parti en janvier 2009. 
Après la décision de Tarō Asō de dissoudre la Chambre des représentants, il forme, le 8 août 2009, avec quatre autres parlementaires (trois autres représentants et un conseiller), sa propre formation politique baptisée « Votre Parti » (みんなの党, Minna no Tō). Celui-ci présente 13 candidats et en soutient deux autres déclarés comme indépendants pour les élections législatives, en considérant comme improbable une éventuelle collaboration avec le PLD après le scrutin tout en estimant possible de le faire avec le PDJ. Le 30 août, Yoshimi Watanabe est réélu triomphalement dans son district électoral (avec 95,3 % des suffrages exprimés), n'ayant eu face à lui qu'un seul candidat issu d'un petit parti. Sa formation quant-à-elle remporte une seconde circonscription et trois sièges à la proportionnelle.

## Idéologie
Affilié à l'influent et ouvertement révisionniste lobby Nippon Kaigi, Watanabe est membre des groupes parlementaires d’extrême droite suivants:
- Groupe de Discussion Nippon Kaigi (日本会議国会議員懇談会 - Nippon kaigi kokkai giin kondankai)
- Groupe Parlementaire sur l'Association Shito de Leadership Spirituel (神道政治連盟国会議員懇談会 - Shinto Seiji Renmei Kokkai Giin Kondankai) - NB: également connu sous le nom de Sinseiren, Ligue Politique Shinto
- Alliance Pro-Yasukuni (みんなで靖国神社に参拝する国会議員の会)
- Groupe de Discussion à la Diète sur le Futur du Japon et l’Enseignement de l’Histoire (日本の前途と歴史教育を考える議員の会)

Watanabe a fourni les réponses suivantes au questionnaire soumis en 2014 par Mainichi aux parlementaires:
- en faveur de la révision de l'Article 9 de la constitution japonaise
- en faveur de la remilitarisation du Japon
- contre la réactivation du nucléaire civil
- aucun problème si le Premier Ministre visite le controversé sanctuaire Yasukuni
- pas de réponse concernant la révision de la déclaration de 1995 de Tomiichi Murayama
- pas de réponse concernant la révision de la déclaration de 1993 de Yōhei Kōno
- en faveur de lois contre les discours de haine
- pas de réponse s'il considère que la base américaine de Futenma est un poids pour la Préfecture d’Okinawa
- en faveur de la Loi sur les Secrets Spéciaux
- en faveur de l’enseignement de la morale à l’école